# چوی جی هو
چوی جی هو (کره‌ای: 최지호؛ زادهٔ ۲۵ نوامبر ۱۹۸۰) بازیگر و مدل اهل کره جنوبی است. او در سال ۲۰۰۳ حرفه مدلینگ خود را آغاز کرد و با برندهای گوچی، آرمانی، نایکی، لاکست و دولچه گابانا همکاری کرده‌است. او در سال ۲۰۰۷ حرفه بازیگری را آغاز کرد و در آثاری همچون عتیقه، برادران، گرگ و میش و کیمیای روح ایفای نقش کرده‌است.